# 蓬溪县
蓬溪县是中国四川省遂宁市所辖的一个县，位于四川盆地中部偏东，面积1251平方公里，人口80万人。

## 历史沿革
- 东晋永和十一年(355)，始置巴兴县，其后几经易名，并与邻县分合，于唐天宝元年(742)改唐兴县为蓬溪县。据北宋《太平寰宇记》载：“蓬溪县……取邑内蓬溪为名”。清光绪《蓬溪县志》称：“蓬溪县因水名”。
- 元世祖至元十九年(1282)，长江县并入蓬溪县。蓬溪县隶属四川行中书省顺庆路遂宁州。
- 明洪武九年(1376)，降遂宁州为遂宁县，蓬溪县改属潼川州。次年，蓬溪县并入遂宁县。洪武十三年(1380)，蓬溪县复置，并将原青石县涪江左岸地划归蓬溪县。
- 清顺治十年(1653)，遂宁县并入蓬溪县；顺治十七年(1660)，遂宁县复置。
- 清雍正十二年(1734)，蓬溪县隶属四川布政使司潼川府。嘉庆七年(1802)，蓬溪县隶属川北道潼川府，直至清末。
- 民国元年(1911)，蓬溪县属川北道。
- 民国三年(1914)，蓬溪县属嘉陵道。
- 民国七年(1918)起，蓬溪县隶属四川省第五卫戍区。
- 民国二十四年(1935)-三十八年(1949)12月，蓬溪县隶属四川省第十二行政督察区。
- 1950年1月，蓬溪县隶属川北行署。
- 1952年9月，隶属四川省遂宁专区。
- 1958年10月，蓬溪县划归绵阳专区。
- 1968年9月，绵阳专区改为绵阳地区，蓬溪县隶属绵阳地区。
- 1985年2月，撤销绵阳地区，蓬溪县隶属遂宁市。
- 1997年12月，析蓬溪县西部十一乡镇置大英县。

## 地理

### 地形
蓬溪面积1251平方公里，位于四川盆地中部偏东，地理坐标介于北纬30°22′17″-30°56′18″，东经105°03′24″-105°59′48″之间。至西向东分别与南充市嘉陵区、射洪县，船山区、大英县、射洪县，南充市西充县、嘉陵区，广安市武胜县，以及重庆市潼南县接壤。
全县地势东北、西北低，由被向南呈波壮起伏，北部平均海拔为485米，最高点为任隆镇白坡，顶峰海拔565.8米。南部平均海拔380米，最低点荷叶细坝，海拔251.3米。全县平均海拔为400米左右。地貌以丘陵为主，丘陵面积约占全县总面积的52.9%，沟谷面积占总面积的32%，平坝面积占13.5%，低山面积占1.5%。
主要山系有：高峰山系、北南观山系、金山寺山系、牌坊岭山系、白坡山系。
蓬溪有大小河流235条，总长904公里，主要有：涪江、蓬溪河、任隆河、马桑溪、大石河。
建有赤城湖水库、麻子滩水库、沙坝子水库、红卫水库等中小型水库。

### 气候
蓬溪气候属亚热带湿润气候年平均日照1376.6小时，年平均辐射总量为90.673千卡/cm²，年平均气温17.2%。年降雨量908-933mm，无霜期长达238-300天。

### 自然资源
蓬溪属亚热带常绿阔叶林分布区，现存自然植被极少，广泛分布的是人工栽培的农作物植被和零星分布的人工针叶林与四旁林、竹，以及一些疏林、灌丛、石谷子荒坡，植物种类据不完全统计，木本植物有61科、66属110种，其中乔木96种，灌木24种，主要造林树种有柏木、青冈、桤木、刺槐、马桑，其中以柏木为主，约占全县森林资源的94%。名木古树约有200余株，主要为古榕树、皂角树、黄莲木、古柏、罗汉松。

## 行政区划
蓬溪县下辖1个街道办事处、17个镇、2个乡：
普安街道、赤城镇、新会镇、文井镇、明月镇、常乐镇、天福镇、红江镇、宝梵镇、大石镇、吉祥镇、鸣凤镇、任隆镇、三凤镇、蓬南镇、群利镇、金桥镇、槐花镇、荷叶乡和高升乡。

## 人口
2020年末，根据遂宁市第七次全国人口普查公报显示：蓬溪县常住人口为430344人，男性人口占比52.08%，女性人口占比47.92%，年龄结构中0-14岁占比15.44%，15-59岁占比55.36%，60岁以上占比29.2%，65岁以上占比23.18%。
蓬溪有人口78万，其中农业人口69万，占总人口的87.3%；城区人口12万，县城建成区面积13平方公里，2015年县城规划区面积20平方公里，城市人口18万。世居民族为汉族，有少量其他外来民族。

## 经济
经济以农业为主，有耕地面积39647公顷。与四川很多农业县一样，农民外出务工是本地农村主要经济来源。工业其次，主要有丝绸、纺织、食品、电力、轻工、建材、机械；2005年实现国内生产总值27.22亿元，与上年同比增长12.9%。

## 文化
蓬溪历史悠久，文化特色鲜明。2000年5月，中国文化部授予蓬溪县“中国民间特色艺术之乡（书法）”称号。
蓬溪遭遇了明末清末以及文革的破坏，留下的遗迹很少。赤城以东10公里处的高峰山道观，因其建设按先天八卦修建设计，被誉为“川北迷宫”，至今四季游人如织，香火鼎盛，为四川省第三大道观，也是保存完整的道观园林，千年古柏众多，道家很多神秘的传说和仙界故事都诞生于此。常乐寺建立于唐朝贞观年间，为四川省重点文物古迹保护区。赤城以南5公里处的宝梵壁画，是全国保存较为完善的古壁画，出自明成化2年，颇似唐著名画家吴道子之笔意神功，具有很高的艺术价值，被收入《中国绘画史》等多种典籍。 此外，川中大乐等民间艺术也久负盛名，有中国民间特色艺术(书法)之乡的美育。

## 交通
交通以公路运输为主，有达成铁路、 成南高速公路、 318国道、省道邻遂路、县道蓬射路、金蓬路以及乡级水泥路。

## 文物保护单位
全国重点文物保护单位6处：鹫峰寺塔、宝梵寺、蓬溪奎塔、高峰山古建筑群、慧严寺大殿、金仙寺大殿。
省级文物保护单位3处：常乐寺、明月关庙、牛角沟起义纪念地。

## 特产
蓬溪青花椒、溪芝鹅：中国地理标志产品。